# Alessandro di Hohenlohe-Waldenburg-Schillingsfürst
Alessandro di Hohenlohe-Waldenburg-Schillingsfürst (Kupferzell, 17 agosto 1794 – Bad Vöslau, 14 novembre 1849) è stato un arcivescovo cattolico e abate tedesco.

## Biografia
Figlio cadetto del principe Carlo Alberto II di Hohenlohe-Waldenburg-Schillingsfürst e fratello di Carlo Alberto III, intraprese la carriera ecclesiastica.
Fu arcivescovo titolare di Sardica, vicario generale di Gran Varadino e abate commendatario di San Michele a Gáborján.
Ebbe fama di taumaturgo, ma i suoi pretesi miracoli non furono riconosciuti come autentici dalla Santa Sede.
Le sue omelie e le sue opere di ascesi furono raccolte da Sebastian Brunner e pubblicate in quattro volumi a Stoccarda nel 1851.

## Ascendenza
|                                                                        |                             |                                                             | Genitori                                                   |  |  | Nonni |  |  | Bisnonni                                                          |  |  | Trisnonni                                                        |  |
|                                                                        |                             |                                                             |                                                            |  |  |       |  |  | Philipp Ernst, I principe di Hohenlohe-Waldenburg-Schillingsfürst |  |  | Ludwig Gustav, III conte di Hohenlohe-Waldenburg-Schillingsfürst |  |
|                                                                        |                             |                                                             |                                                            |  |  |       |  |  | Philipp Ernst, I principe di Hohenlohe-Waldenburg-Schillingsfürst |  |  | Ludwig Gustav, III conte di Hohenlohe-Waldenburg-Schillingsfürst |  |
|                                                                        |                             | Maria Eleonore von Hatzfeld                                 |                                                            |  |  |       |  |  | Philipp Ernst, I principe di Hohenlohe-Waldenburg-Schillingsfürst |  |  |                                                                  |  |
| Karl Albrecht I, II principe di Hohenlohe-Waldenburg-Schillingsfürst   |                             |                                                             |                                                            |  |  |       |  |  | Philipp Ernst, I principe di Hohenlohe-Waldenburg-Schillingsfürst |  |  |                                                                  |  |
|                                                                        |                             | Maria Anna von Oettingen-Wallerstein                        | Philipp Karl von Oettingen-Wallerstein                     |  |  |       |  |  |                                                                   |  |  |                                                                  |  |
|                                                                        |                             | Maria Anna von Oettingen-Wallerstein                        | Philipp Karl von Oettingen-Wallerstein                     |  |  |       |  |  |                                                                   |  |  |                                                                  |  |
|                                                                        |                             | Maria Anna von Oettingen-Wallerstein                        | Eberhardine Sophie Juliane von Oettingen-Oettingen         |  |  |       |  |  |                                                                   |  |  |                                                                  |  |
| Karl Albrecht II, III principe di Hohenlohe-Waldenburg-Schillingsfürst |                             | Maria Anna von Oettingen-Wallerstein                        |                                                            |  |  |       |  |  |                                                                   |  |  |                                                                  |  |
|                                                                        |                             | Dominik Marquard, principe di Löwenstein-Wertheim-Rochefort | Maximilian Karl, principe di Löwenstein-Wertheim-Rochefort |  |  |       |  |  |                                                                   |  |  |                                                                  |  |
|                                                                        |                             | Dominik Marquard, principe di Löwenstein-Wertheim-Rochefort | Maximilian Karl, principe di Löwenstein-Wertheim-Rochefort |  |  |       |  |  |                                                                   |  |  |                                                                  |  |
|                                                                        |                             | Dominik Marquard, principe di Löwenstein-Wertheim-Rochefort | Polyxena Maria Khuen von Lichtenberg und Belasi            |  |  |       |  |  |                                                                   |  |  |                                                                  |  |
| Sophie Wilhelmine Marie zu Löwenstein-Wertheim-Rochefort               |                             | Dominik Marquard, principe di Löwenstein-Wertheim-Rochefort |                                                            |  |  |       |  |  |                                                                   |  |  |                                                                  |  |
|                                                                        |                             | Christina Francisca von Hessen-Wanfried                     | Karl, langravio d'Assia-Wanfried                           |  |  |       |  |  |                                                                   |  |  |                                                                  |  |
|                                                                        |                             | Christina Francisca von Hessen-Wanfried                     | Karl, langravio d'Assia-Wanfried                           |  |  |       |  |  |                                                                   |  |  |                                                                  |  |
|                                                                        |                             | Christina Francisca von Hessen-Wanfried                     | Alexandrine Juliane von Leiningen-Dagsburg                 |  |  |       |  |  |                                                                   |  |  |                                                                  |  |
| Alexander zu Hohenlohe-Waldenburg-Schillingsfürst                      |                             | Christina Francisca von Hessen-Wanfried                     |                                                            |  |  |       |  |  |                                                                   |  |  |                                                                  |  |
|                                                                        | András Reviczky de Revisnye | Mátyás Reviczky de Revisnye                                 |                                                            |  |  |       |  |  |                                                                   |  |  |                                                                  |  |
|                                                                        | András Reviczky de Revisnye | Mátyás Reviczky de Revisnye                                 |                                                            |  |  |       |  |  |                                                                   |  |  |                                                                  |  |
|                                                                        | András Reviczky de Revisnye | Ilona Okolicsányi                                           |                                                            |  |  |       |  |  |                                                                   |  |  |                                                                  |  |
| Johann Kazimir Reviczky de Revisnye                                    | András Reviczky de Revisnye |                                                             |                                                            |  |  |       |  |  |                                                                   |  |  |                                                                  |  |
|                                                                        |                             | Julianna Nedeczky de Nedecze                                | János Nedeczky de Nedecze                                  |  |  |       |  |  |                                                                   |  |  |                                                                  |  |
|                                                                        |                             | Julianna Nedeczky de Nedecze                                | János Nedeczky de Nedecze                                  |  |  |       |  |  |                                                                   |  |  |                                                                  |  |
|                                                                        |                             | Julianna Nedeczky de Nedecze                                | Zsuzsanna Ordódy de Ordód et Alsólieszkó                   |  |  |       |  |  |                                                                   |  |  |                                                                  |  |
| Judith Reviczky de Revisnye                                            |                             | Julianna Nedeczky de Nedecze                                |                                                            |  |  |       |  |  |                                                                   |  |  |                                                                  |  |
|                                                                        |                             | Adám Perényi de Perény                                      | Ádám Perényi de Perény                                     |  |  |       |  |  |                                                                   |  |  |                                                                  |  |
|                                                                        |                             | Adám Perényi de Perény                                      | Ádám Perényi de Perény                                     |  |  |       |  |  |                                                                   |  |  |                                                                  |  |
|                                                                        |                             | Adám Perényi de Perény                                      | Éva Pethő de Gerse                                         |  |  |       |  |  |                                                                   |  |  |                                                                  |  |
| Rosalie Perényi de Perény                                              |                             | Adám Perényi de Perény                                      |                                                            |  |  |       |  |  |                                                                   |  |  |                                                                  |  |
|                                                                        |                             | Erzsébet Fráter                                             | György IV Fráter                                           |  |  |       |  |  |                                                                   |  |  |                                                                  |  |
|                                                                        |                             | Erzsébet Fráter                                             | György IV Fráter                                           |  |  |       |  |  |                                                                   |  |  |                                                                  |  |
|                                                                        |                             | Erzsébet Fráter                                             | Zsófia Balló de Diod                                       |  |  |       |  |  |                                                                   |  |  |                                                                  |  |
|                                                                        |                             | Erzsébet Fráter                                             |                                                            |  |  |       |  |  |                                                                   |  |  |                                                                  |  |